# 三岩龙乡
三岩龙乡，是中华人民共和国四川省甘孜藏族自治州九龙县下辖的一个乡镇级行政单位。

## 行政区划
三岩龙乡下辖以下地区：
柏林村、田根村和白杨坪村。